# Oskar Lygner
Oskar Lygner, född 1979 i Lidköping, är en svensk musikproducent och ljuddesigner. Lygner är också musiker i gruppen Backlash och Run Level Zero där han är producent, ljuddesigner och delar på låtskrivandet. Lygner har bland annat remixat grupper som Lambretta, De/Vision (D), Project-X och Thermostatic, samt musikern Thomas Di Leva.